# 聖麗莎
匈牙利的聖依撒伯爾，基督新教譯為為圖林根的聖麗莎（英語：Elizabeth of Hungary、Saint Elizabeth of Thuringia或Saint Elisabeth of Thuringia，1207年7月7日—1231年11月17日），是匈牙利國王安德烈二世之女、 圖林根領地伯爵圖林根的路易四世之妻，以及備受崇敬的天主教聖人；她是方濟各會第三會的早期成員之一，被該組織奉為其主保聖人。
她在14歲時結婚，在20歲時開始守寡；随后，她將孩子送走並取回嫁妝，並用之建立了一間醫院，自己在其中為患者服務。她在死後成為了基督宗教慈善事業的象徵之一，后在1235年5月25日被封聖。

## 外部鏈結
- 11月17日聖依撒伯爾（聖麗莎St. Elizabeth of Hungary）—天主教方濟會思高讀經推廣中心 （页面存档备份，存于）